# Luigina Sinapi
Luigina Sinapi (ur. 8 września 1916 w Itri; zm. 17 kwietnia 1978 w Rzymie) – włoska Służebnica Boża Kościoła katolickiego.

## Życiorys
Luigina Sinapi urodziła się 8 września 1916 roku. Od dzieciństwa objawiała się jej Matka Boża, Jezus Chrystus i anioły. W listopadzie 1931 roku zmarła jej matka, wówczas zaopiekowała się z młodszym rodzeństwem. Kilka lat później zachorowała na raka, jednak w dniu 15 sierpnia 1935 roku objawili się jej Matka Boża i Jezus Chrystus i została cudownie uzdrowiona z choroby. W kwietniu 1937 roku w jaskini w pobliżu bazyliki trzech fontann Matka Boża pokazała jej wizję Eugenia Marii Giuseppe Giovanniego Pacelli wyboru na papieża. Przepowiednia spełniła się. Odtąd przyjaźniła się z papieżem Piusem XII, a także z ojcem Pio. Jej objawienia zostały uznane za prawdziwe. Zmarła 17 kwietnia 1978 roku w opinii świętości. 
W dniu 26 marca 2004 roku rozpoczął się jej proces beatyfikacyjny. 27 stycznia 2025 papież Franciszek dekret o heroiczności jej cnót i od tej pory przysługuje jej tytuł Czcigodnej Służebnicy Bożej.